# Memento mori
Memento mori (latinsko za Pomni smrt, Misli na smrt ali  Zavedaj se smrti) je znani latinski izrek. Izrek opisuje zvrst umetnosti, ki je raznolika, a ima skupno sporočilo – opozarjanje ljudi na njihovo umrljivost. Izraz se je razvil z rastjo krščanstva, ki je poudarilo nebo, pekel in zveličanje duše v posmrtnem življenju.
Pogost motiv v tej vrsti umetnosti je človeška lobanja ali peščena ura, ki naj bi spominjali na minljivost zemeljskega življenja.
Izraz je lahko obravnavan kot ideološka smer umetniškega ustvarjanja v antiki, renesansi in baroku, pogosto pa ga primerjamo z motivi vanitas (nečimrnost) ali pomenom carpe diem (užij dan).
Memento mori je različica latinskega pregovora Memento te mortalem esse (Spomnite se, da ste smrtni), ki naj bi po tradiciji spominjal na minljivost rimskega generala, ki je po zmagi zmagovito prijahal v Rim. Po drugih trditvah je ta pregovor sprememba citata v Tertulijanovem Apologeticumu: Respice post te! Hominem te memento!, kar pomeni Poglejte za seboj! Ne pozabite, da ste človek!. Tertulijan je na ta način želel na to opomniti cesarja, ko je sedel v svoji zmagoviti kočiji.
Po gospodarskem nazadovanju v Evropi z dolgim obdobjem epidemij (glej Črna smrt) se je pojavil močan občutek minljivosti. Memento mori je bil opomin na smrt, ki je bila nenehno prisotna med ljudmi, na mnogih umetniških delih, nastalih v 17. stoletju in pozneje, smrt pa je predstavljena z lasmi.
Kasneje se je pojavila druga smer v poeziji in umetnosti Memento vivere (Spomni se življenja), ki je imela maksimo praznovanja življenja.